# Righetti-beeldengroep

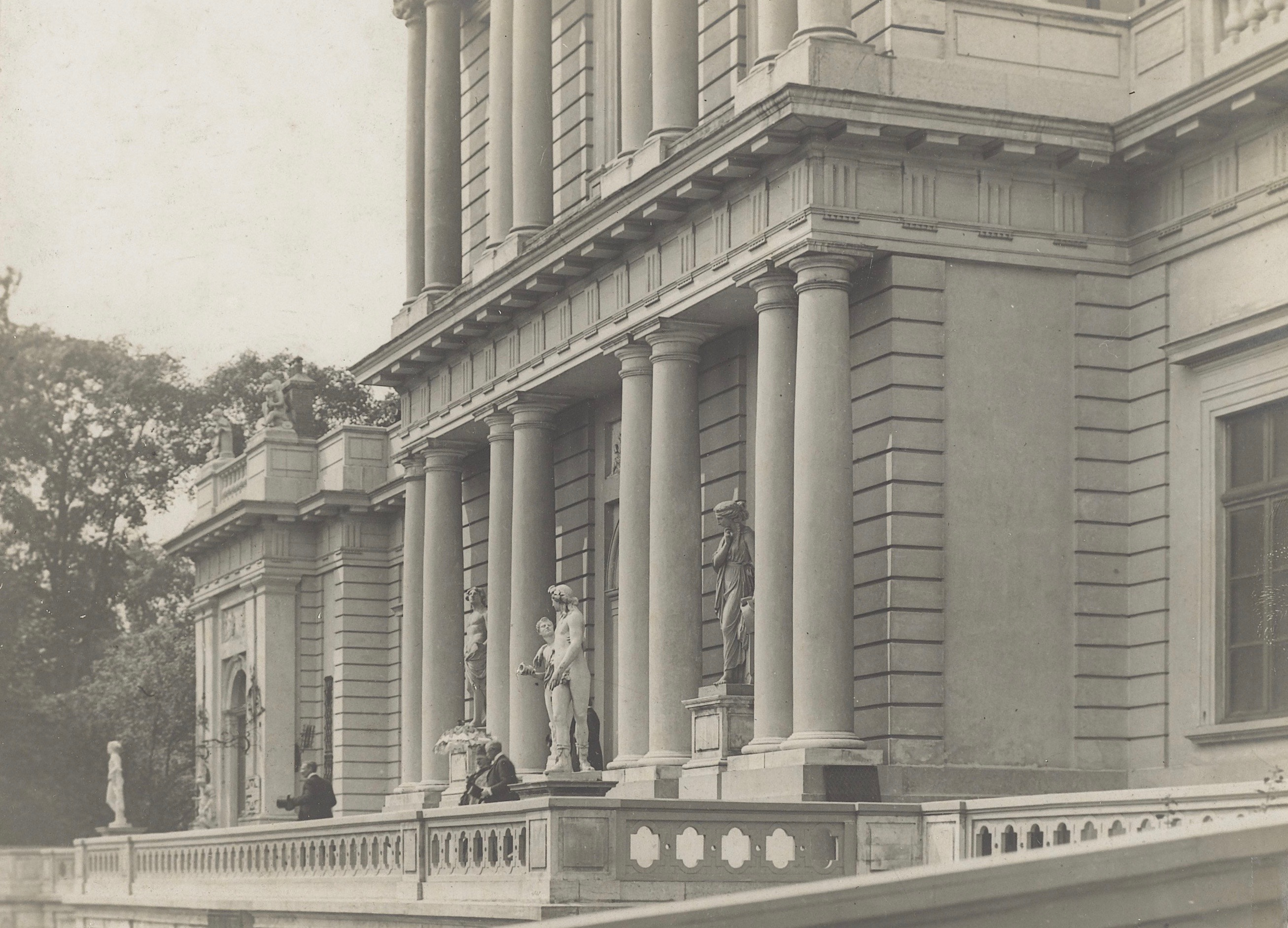
Deze foto uit 1903 toont de beelden opgesteld bij de ingang van paviljoen Welgelegen. Koningin-moeder Emma bezocht hier een tentoonstelling.

De Righetti-beeldengroep zijn dertien loden 18e-eeuwse beelden die voor Paviljoen Welgelegen in Haarlem werden gemaakt door de Italiaanse beeldhouwer en metaalgieter Francesco Righetti (1749-1819). Zeven overgebleven beelden staan tegenwoordig opgesteld in het Rijksmuseum Amsterdam. Bij paviljoen Welgelegen staan afgietsels.
Twaalf loden beelden werden in 1781 door de bankier Henry Hope besteld en zijn afgietsels van beroemde beelden uit de oudheid. Centraal opgesteld op het voorplein staat een kopie van de Laocoöngroep uit de Vaticaanse Musea te Rome. Deze kopie van Laocoön wordt ook tot de groep gerekend hoewel deze afkomstig is uit de collectie van Nicolaas Calff en mogelijk door een andere Italiaanse metaalgieter gemaakt is.
Hoewel lood vroeger vaker werd toegepast zijn er wereldwijd slechts enkele loden beeldengroepen over. Van de loden beelden die Righetti heeft gemaakt zijn dit de enige exemplaren op ware grootte die bewaard zijn gebleven.

## Opdracht
Er is door Hope opdracht gegeven voor het maken van twaalf beelden. Het was Righetti's eerste grote opdracht. De beelden werden een voor een gemaakt en gedurende meerdere jaren aangeleverd. Er werd opdracht gegeven tot kopieën van "Venus, in bezit van de Medici; Apollino, in bezit van de Medici; Amor met boog (van het Capitool); Mercurius van Giovanni Bologna; een zittende muze (in Engeland); de groep van Venus en Amor van het Vaticaan; Antinoüs van het Capitool; Ganymedes in het Vaticaan; de heilige Susanna van Frans Duquesnoy, Bacchus van de Medici; Bacchus en een faun uit Florence; Papirius en zijn moeder, uit de Villa Ludovisi". Oorspronkelijk waren de beelden overschilderd met loodwit om te gelijken op de oorspronkelijke marmeren beelden.

## Afstoting en onderhoud
De vier beelden Heilige Susanna van Frans Duquesnoy, Antinoüs, Bacchus, Bacchus en een faun en Papirius en zijn moeder werden rond 1803 vanwege de slechte staat afgestoten, een beeld is verdwenen in 1920 en het beeld Venus en Amor is verplaatst naar de tuin van het Ontvangershuis bij het Drents Museum in Assen.
De witte verf is in de jaren zestig van de 20e eeuw verwijderd omdat gedacht werd dat dit er in de Tweede Wereldoorlog op was aangebracht. De verwijdering van de verf met lijnolie zorgde echter voor het binnendringen van regenwater en het vochtig worden van de binnen aanwezige Brusselse aarde. Na tien jaar was het ijzeren binnenframe zodanig verroest dat het lood begon in te zakken.

## Restauratie in 2005
In 2005 besloten Gedeputeerde Staten van de provincie Noord-Holland ze aan het Rijksmuseum te schenken, omdat ze in slechte staat verkeerden en niet langer in de openlucht mochten staan. Het Rijksmuseum heeft ze gerestaureerd en na de voltooiing van de verbouwing naast de ingang in het atrium gezet. Bij Paviljoen Welgelegen staan sinds 2009 bronzen afgietsels van de beelden, die werden gemaakt door Willem Noyons.

## Beelden

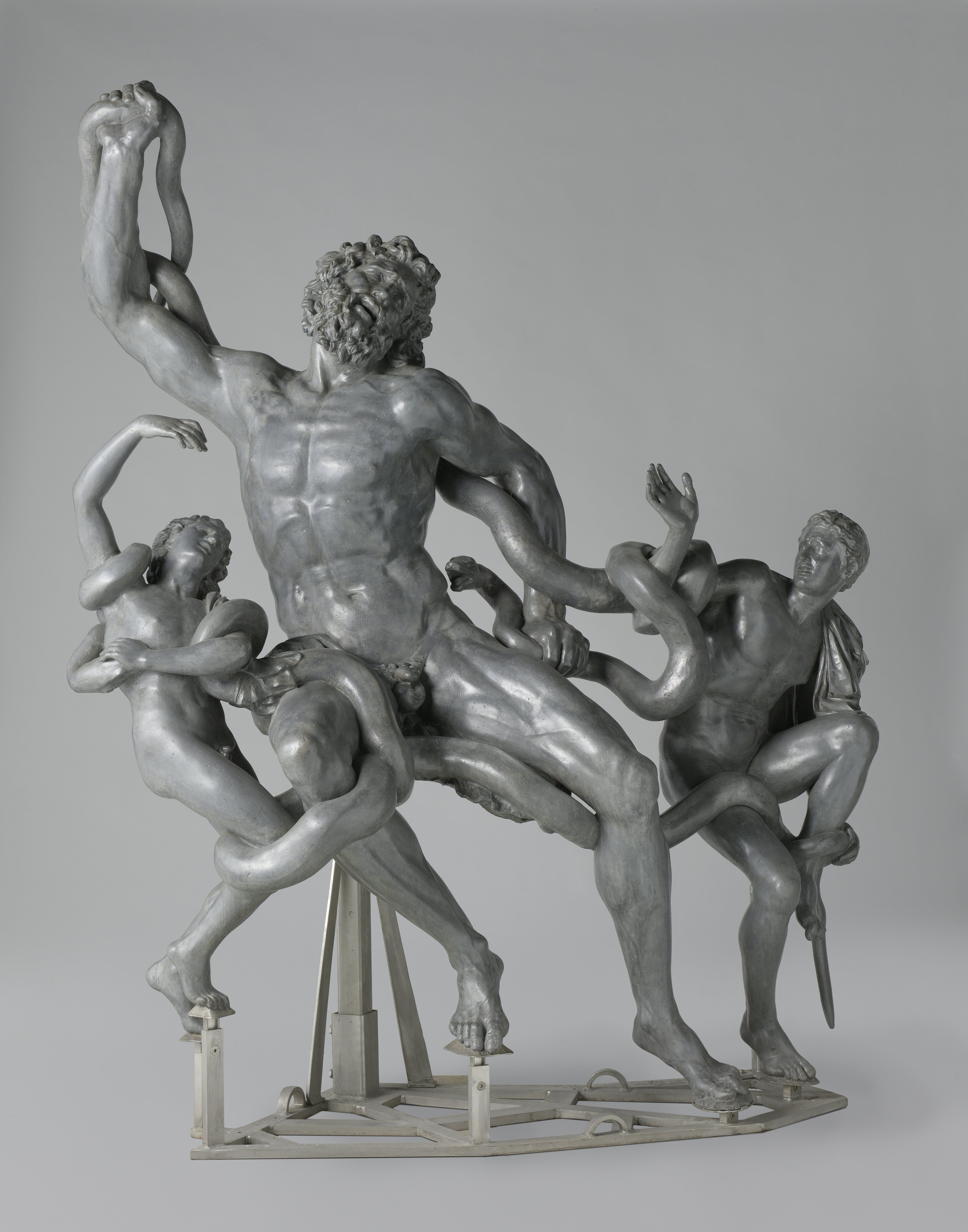
Laocoön
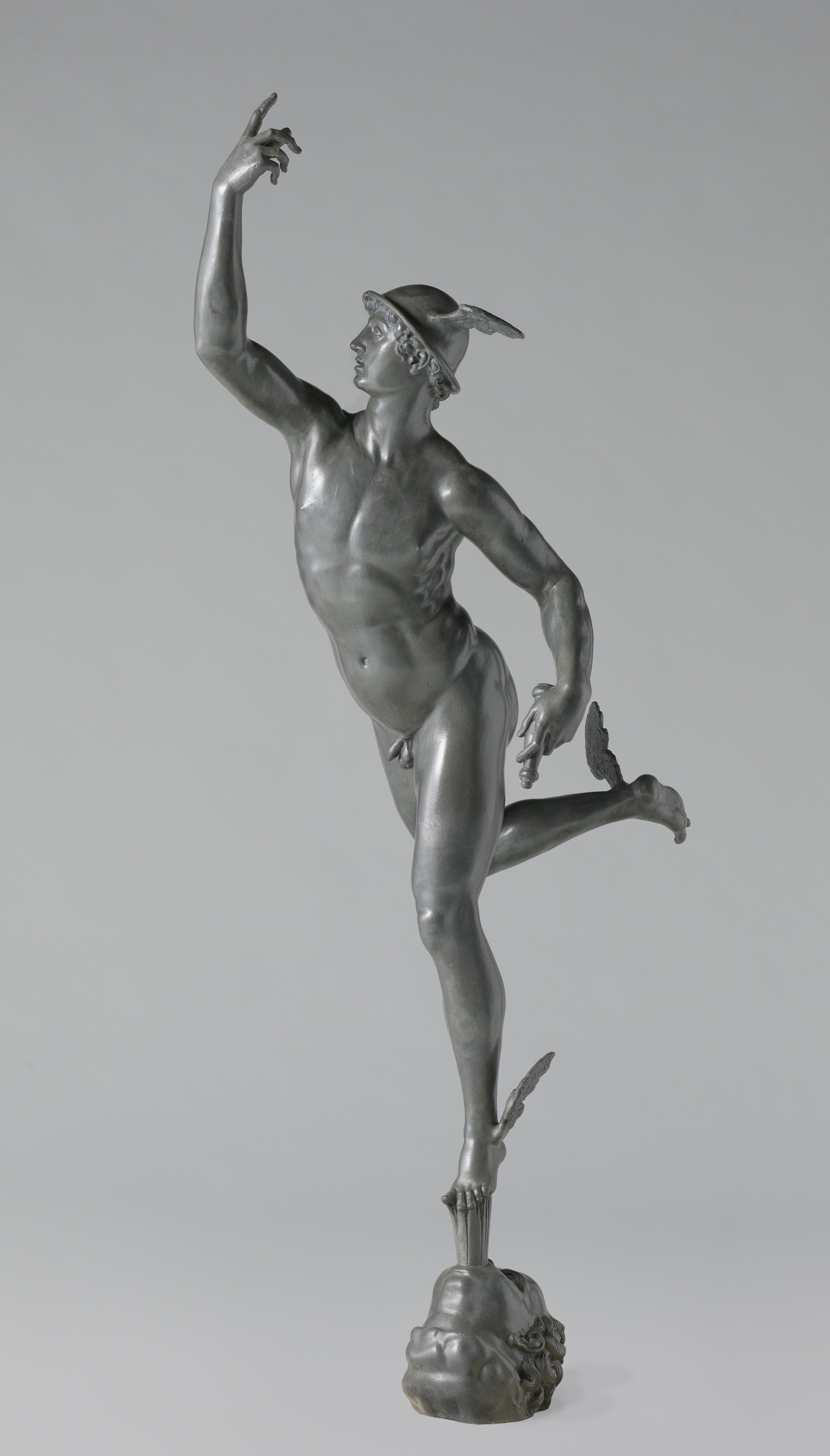
Mercurio volante van Giambologna
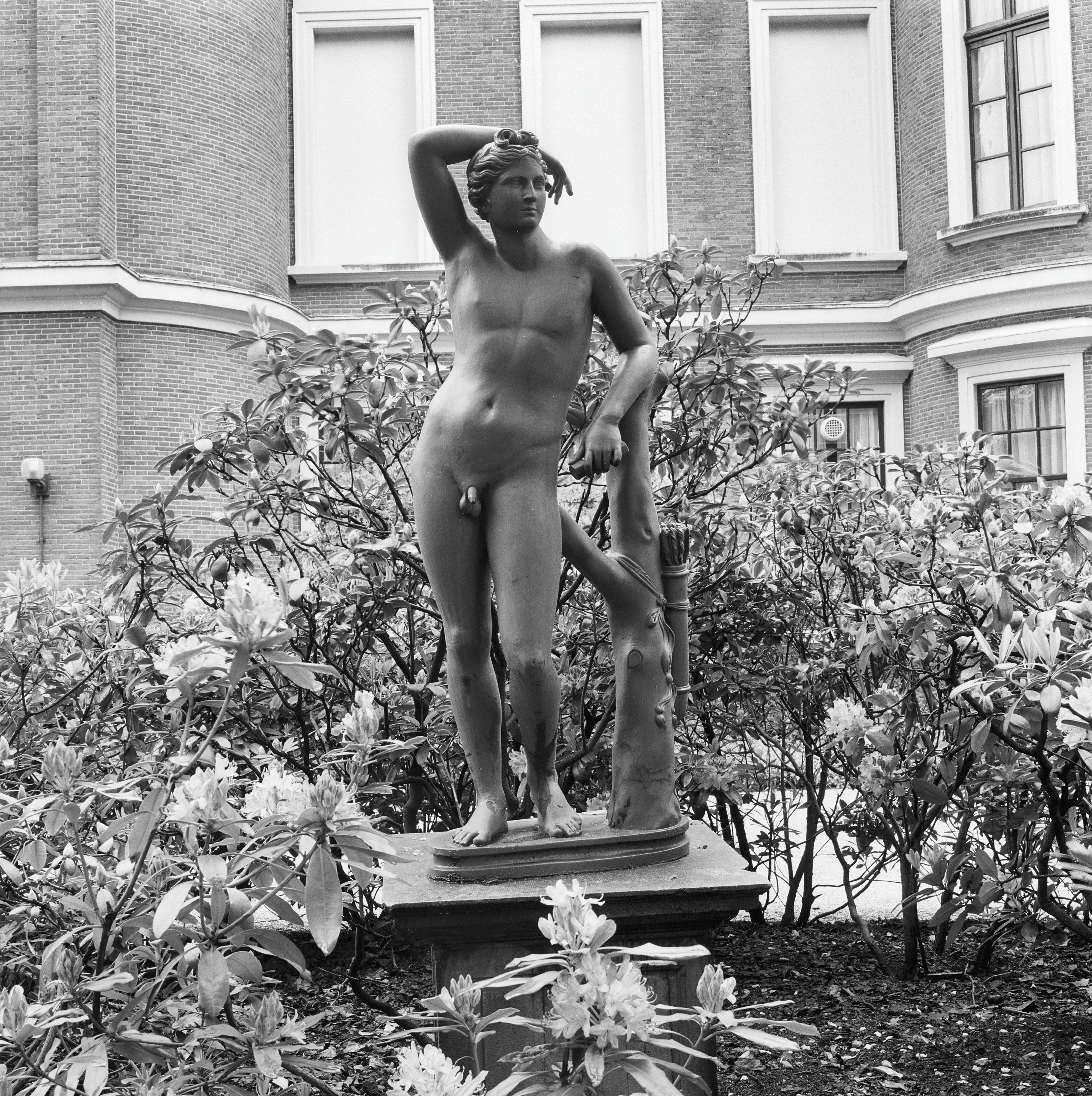
Apollino van Leochares
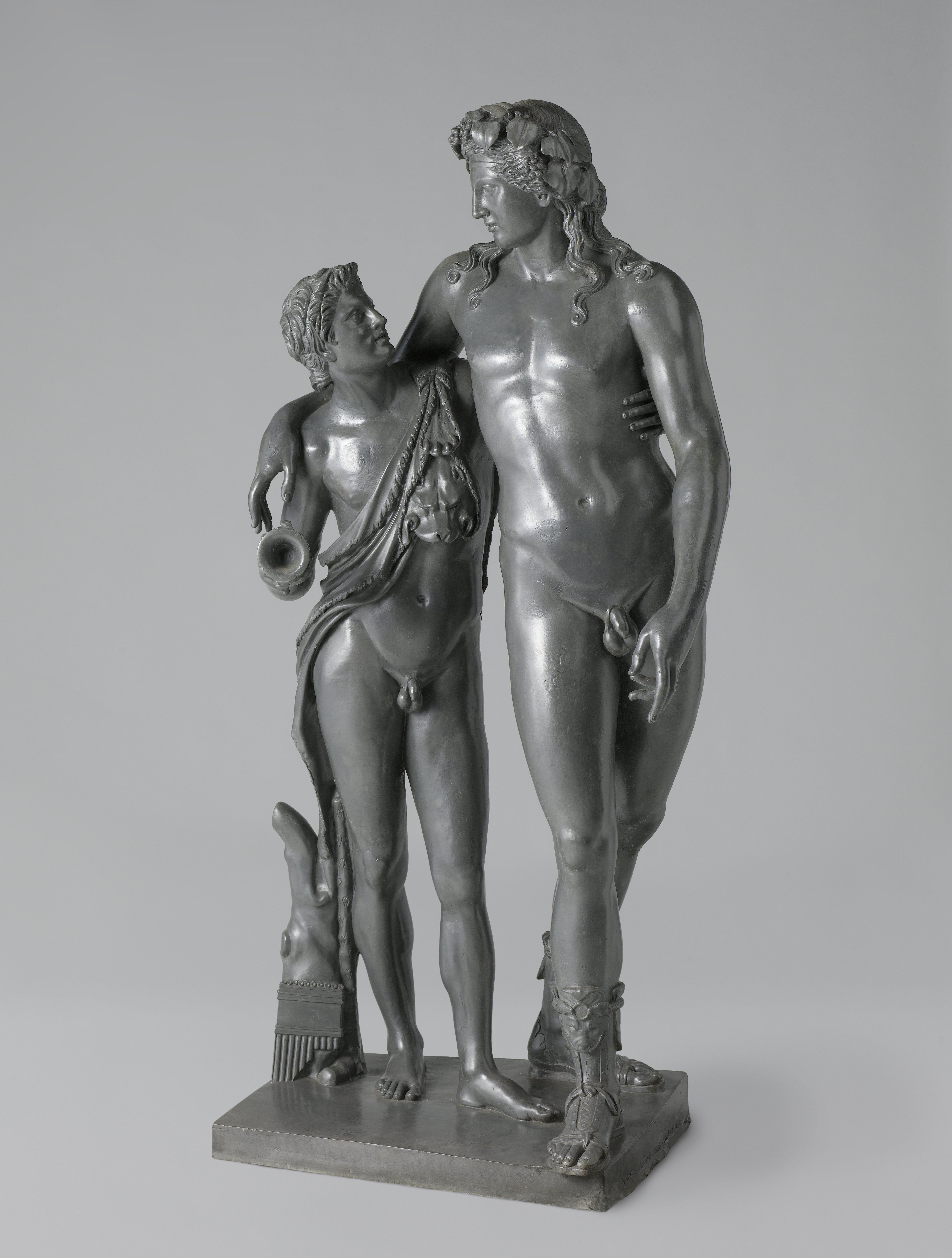
Bacchus en Ampelos
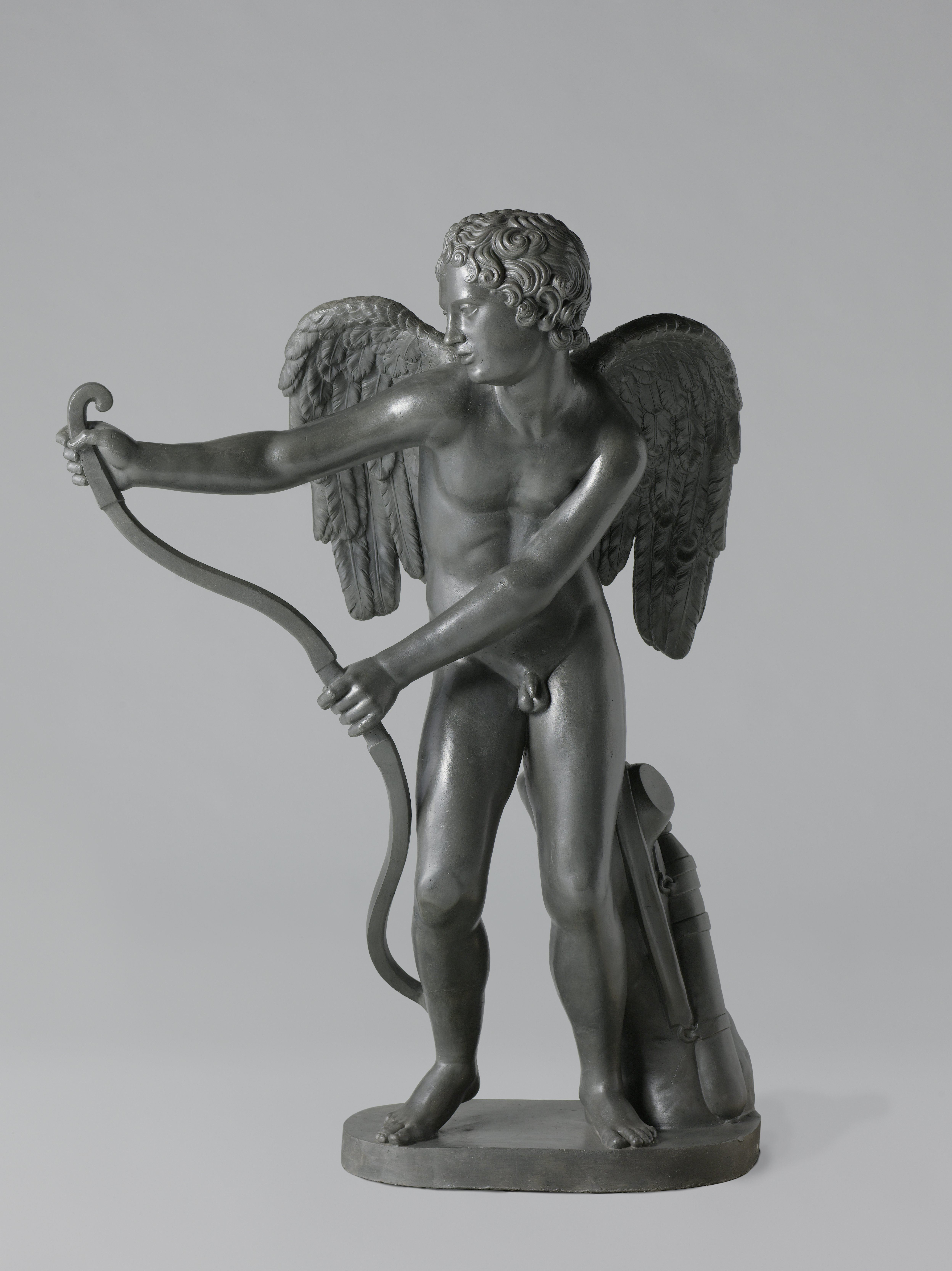
Boogspannende Amor van Lysippus van Sicyon
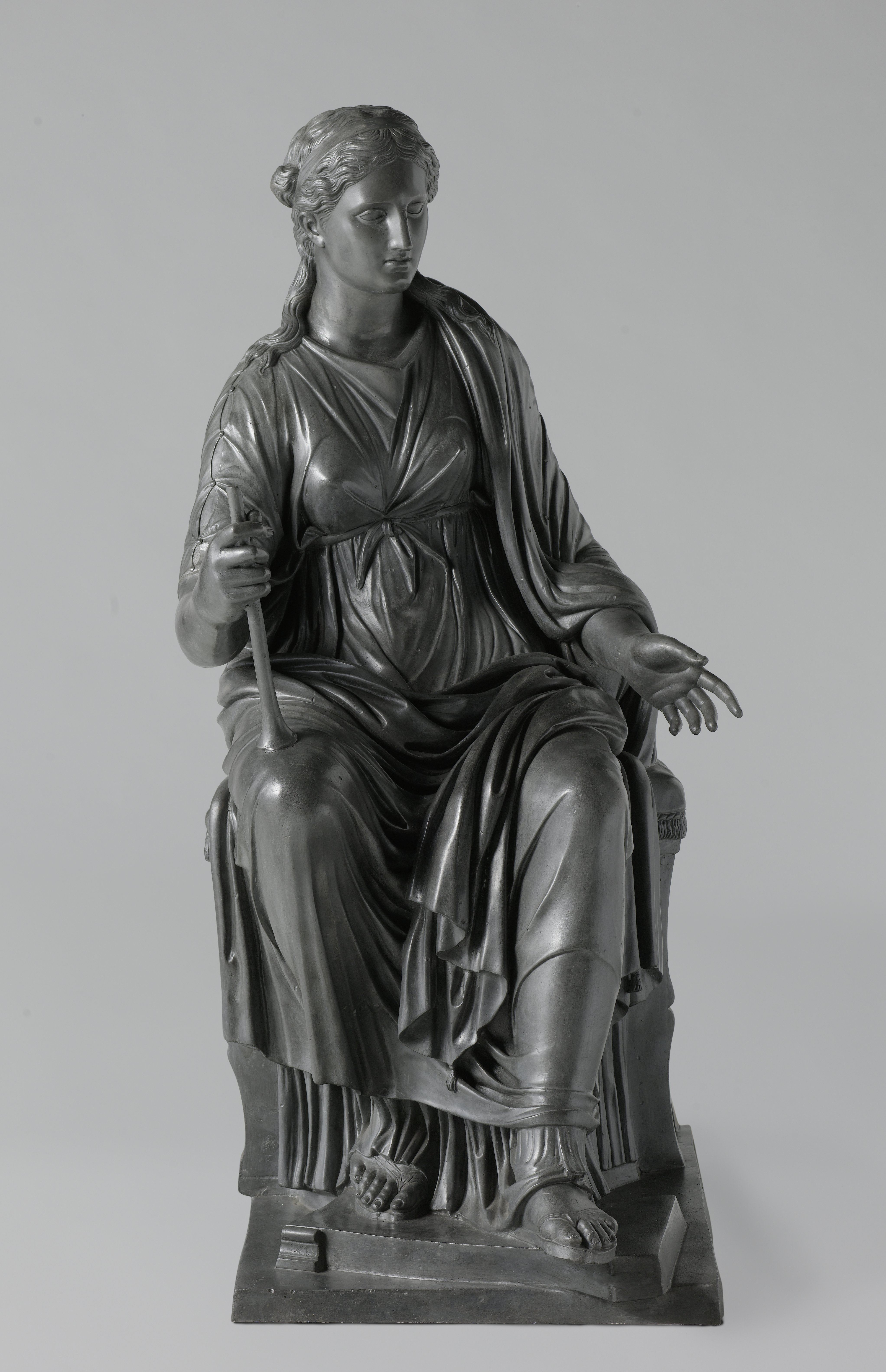
Euterpe
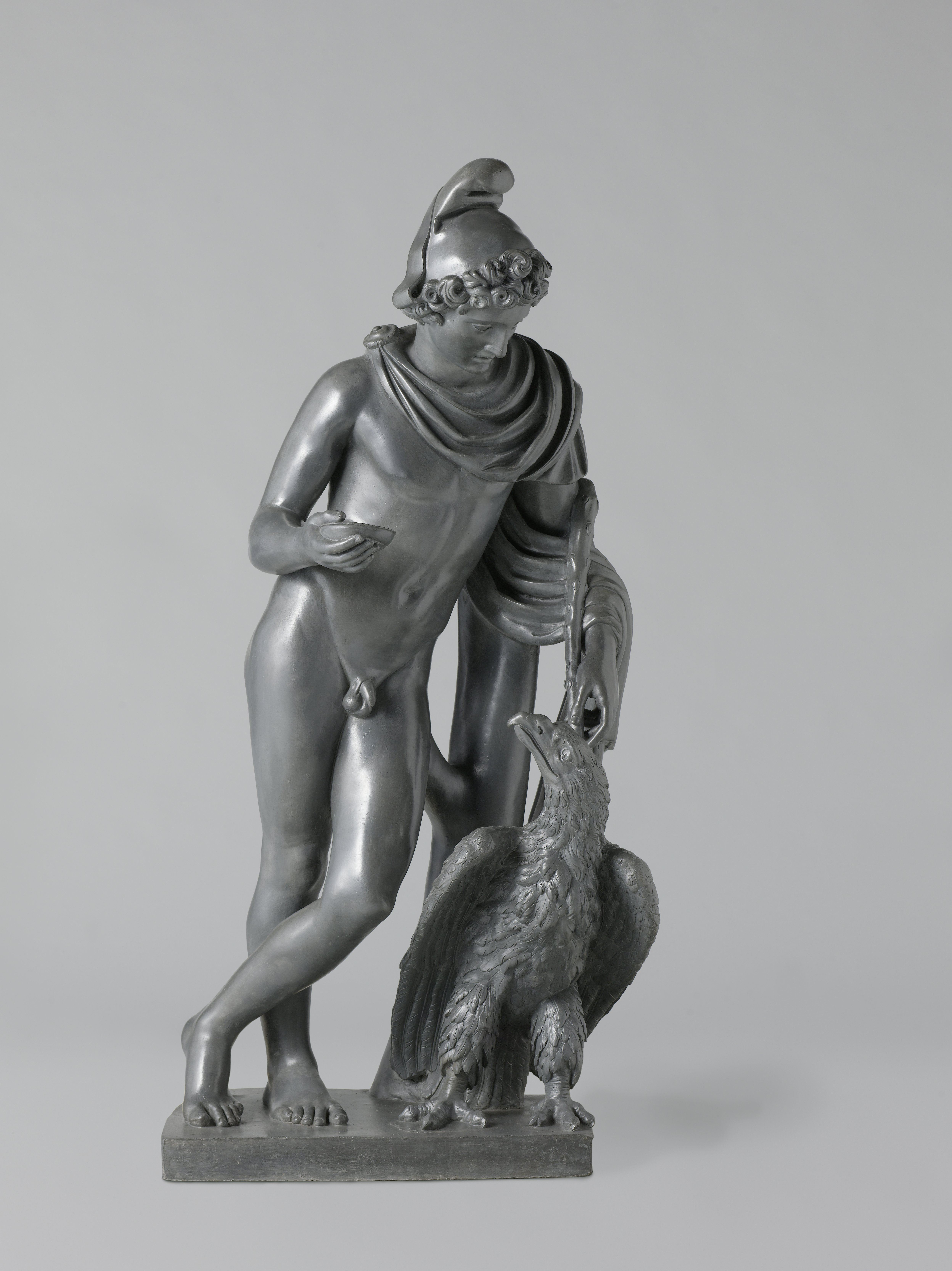
Ganymedes en de adelaar

### Opstelling in Welgelegen

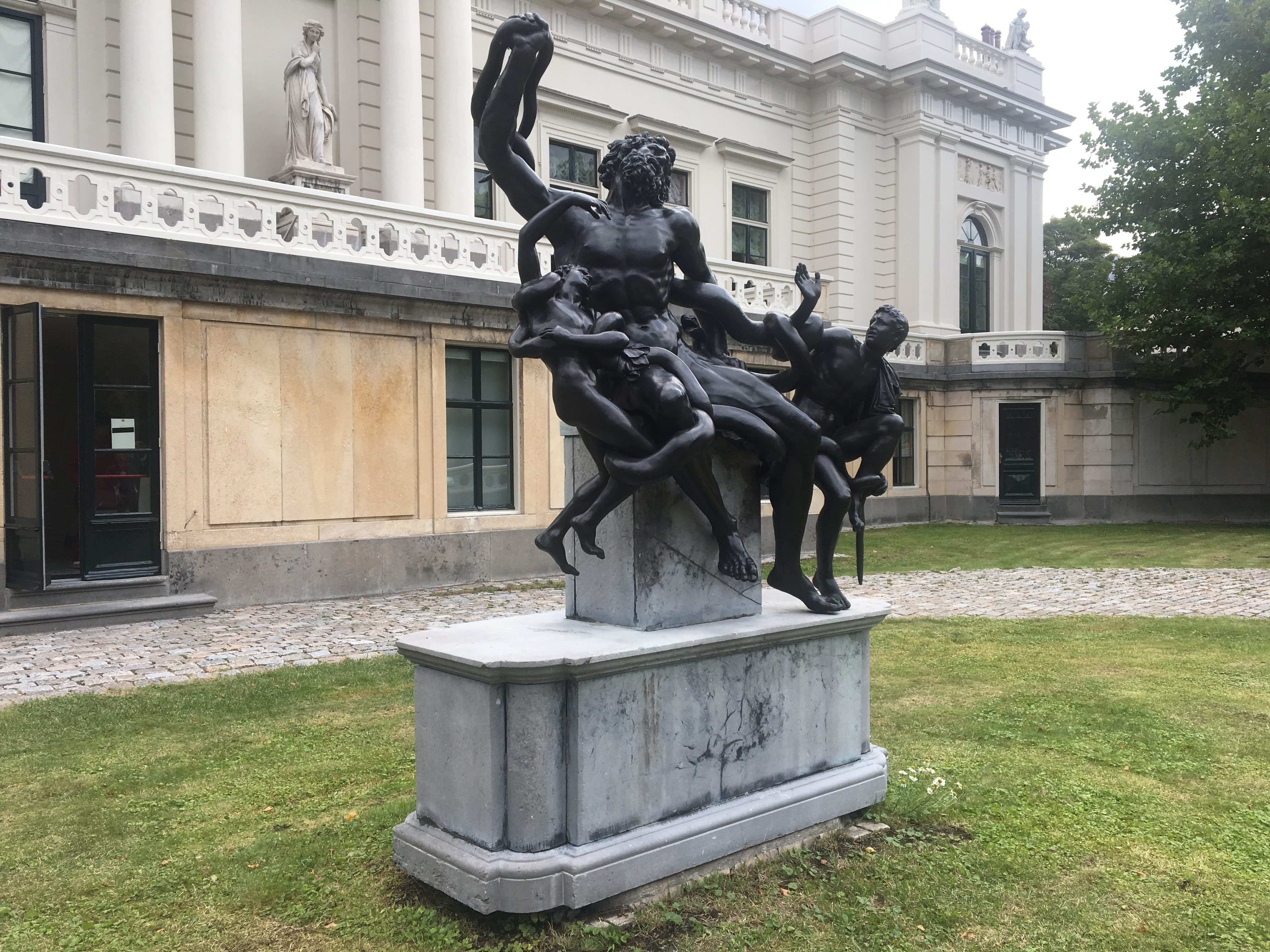
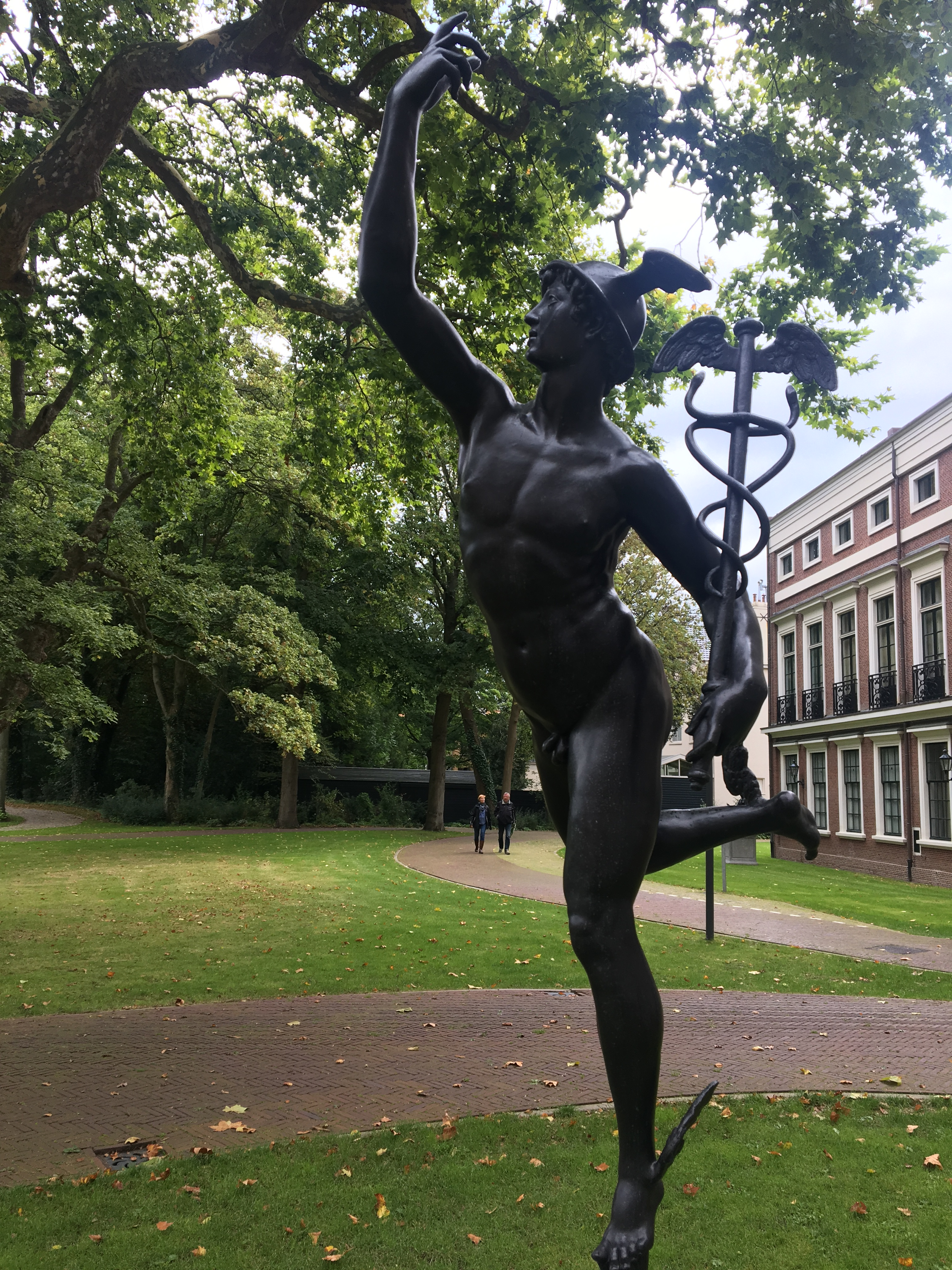
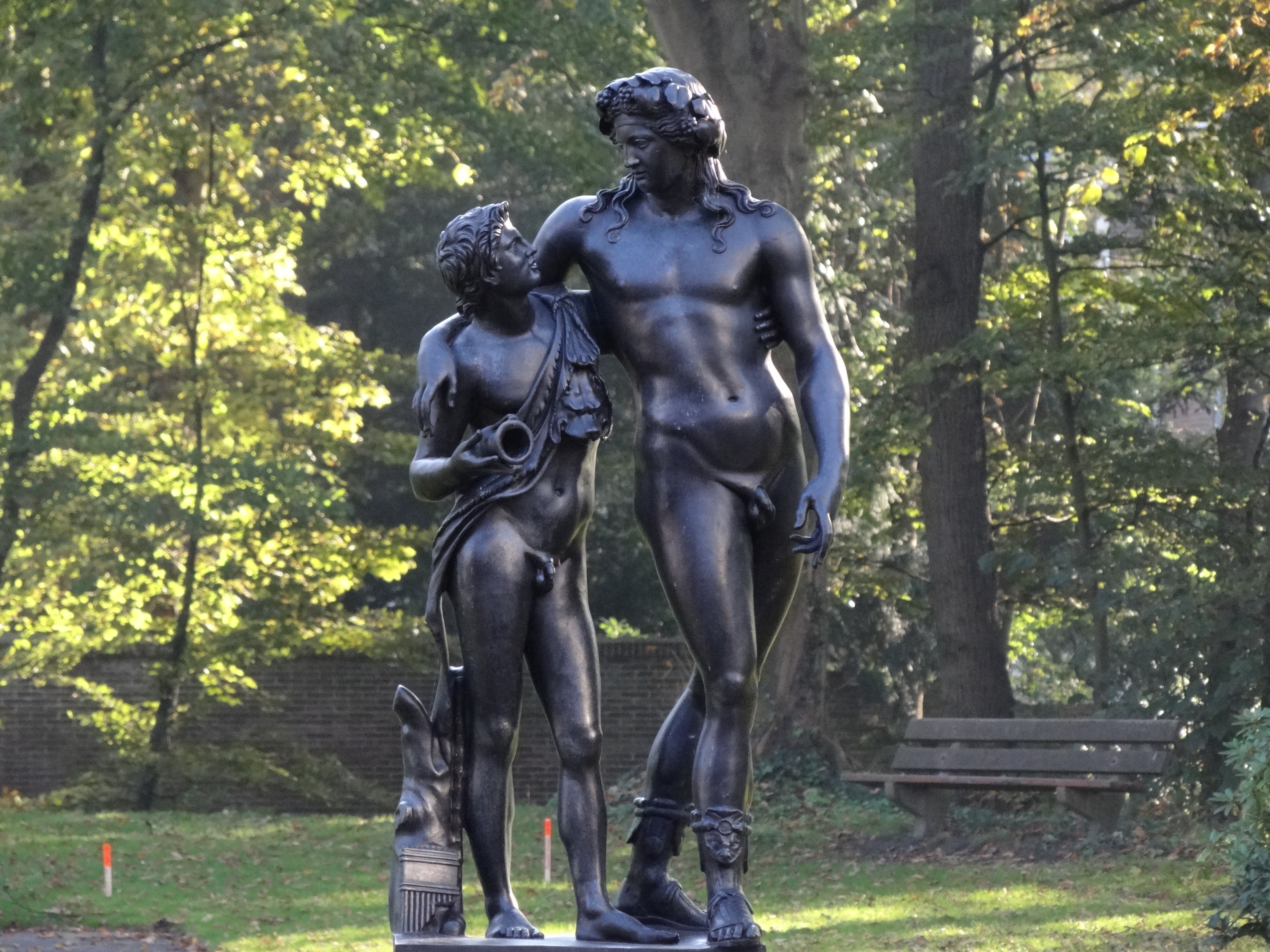
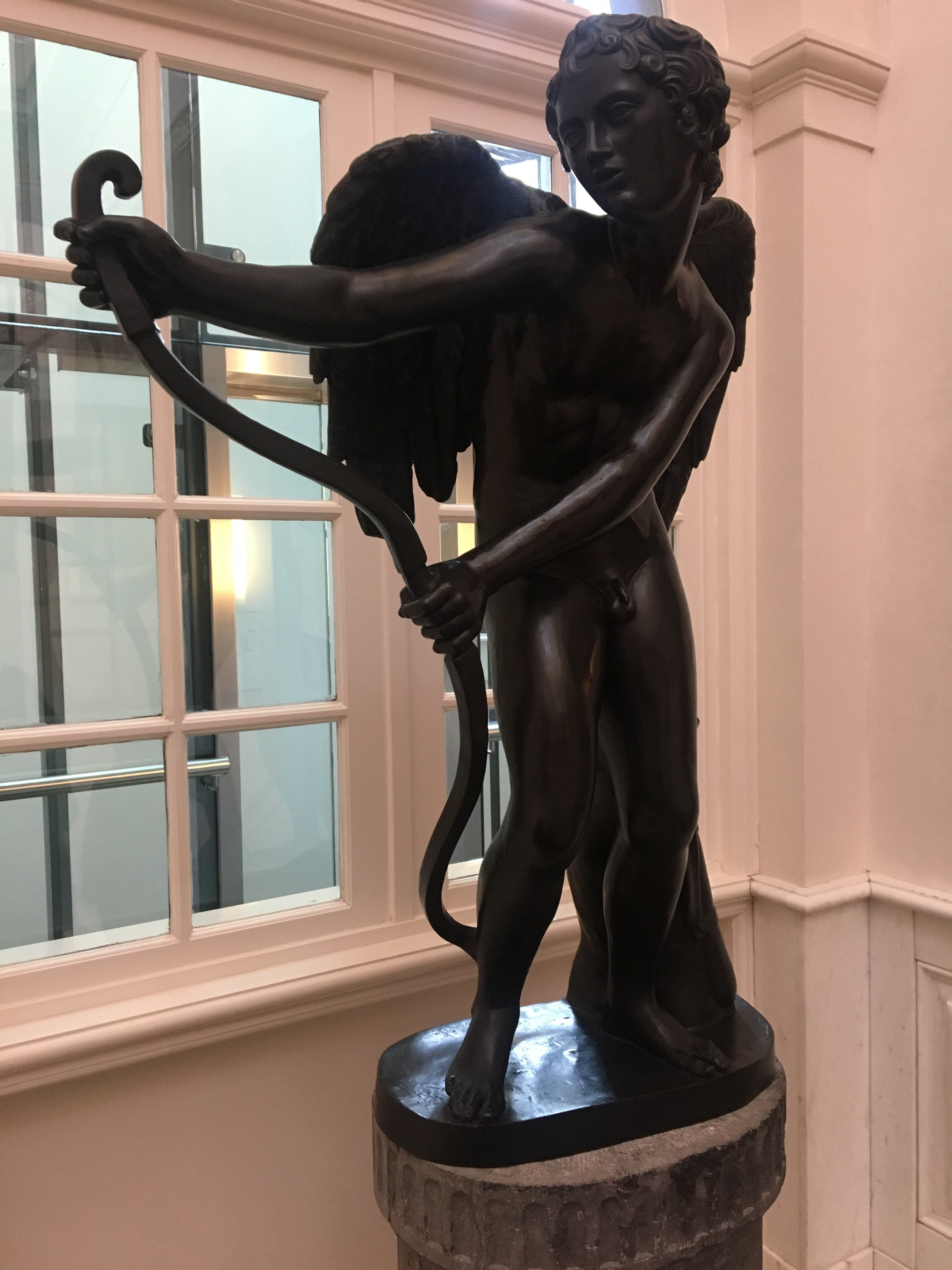
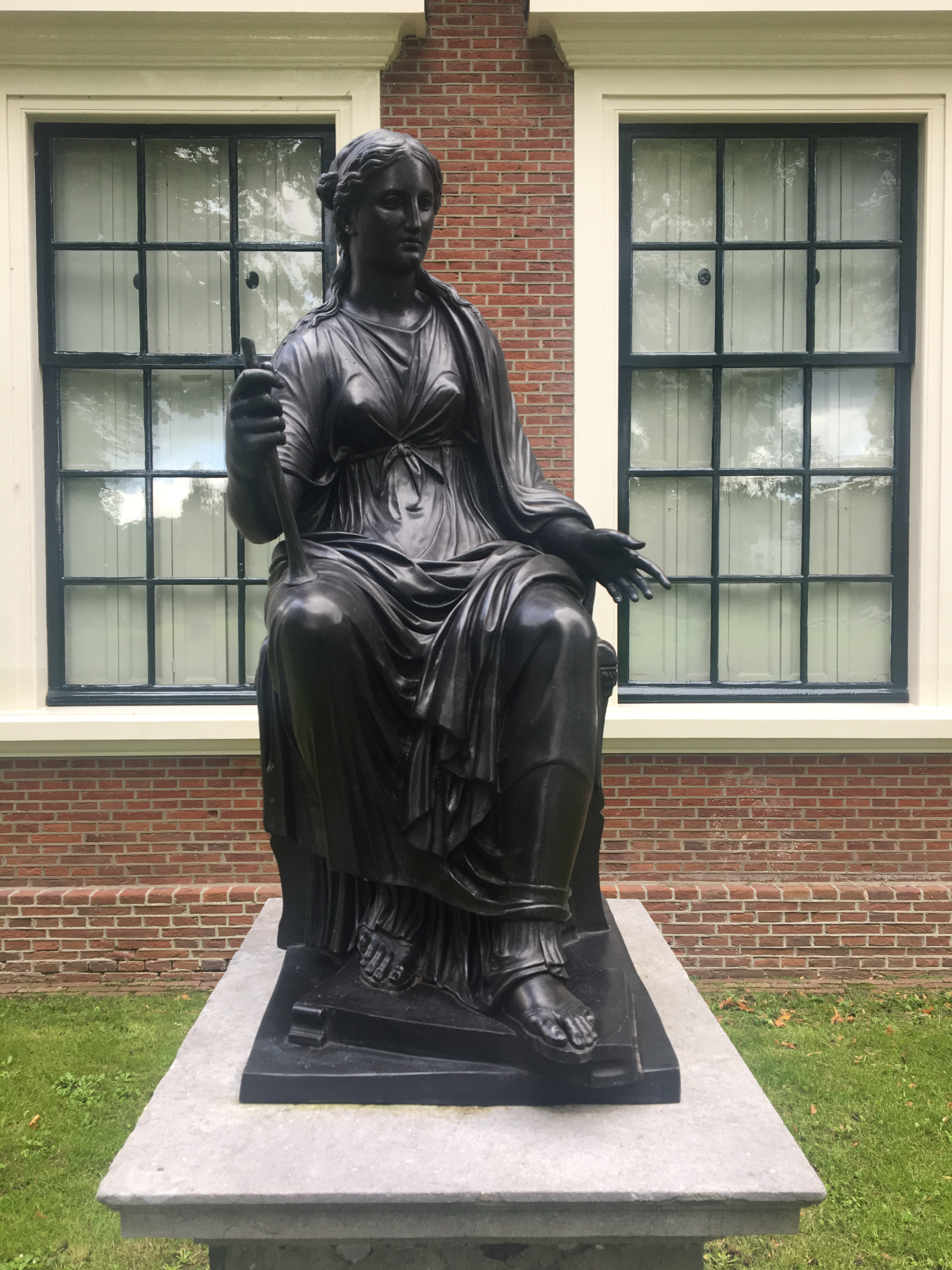

De opstelling in de tuin van paviljoen Welgelegen in de jaren tachtig.

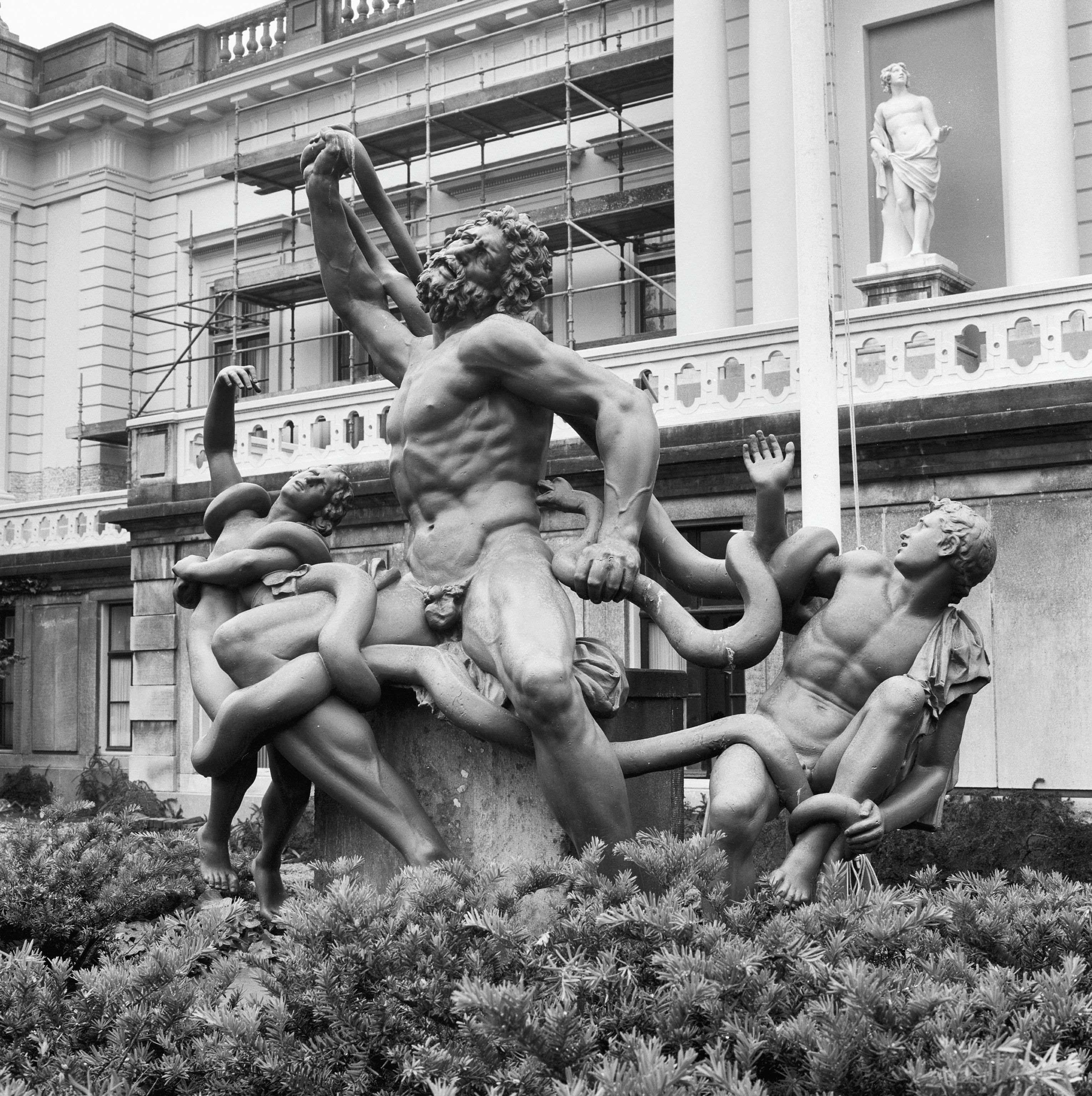
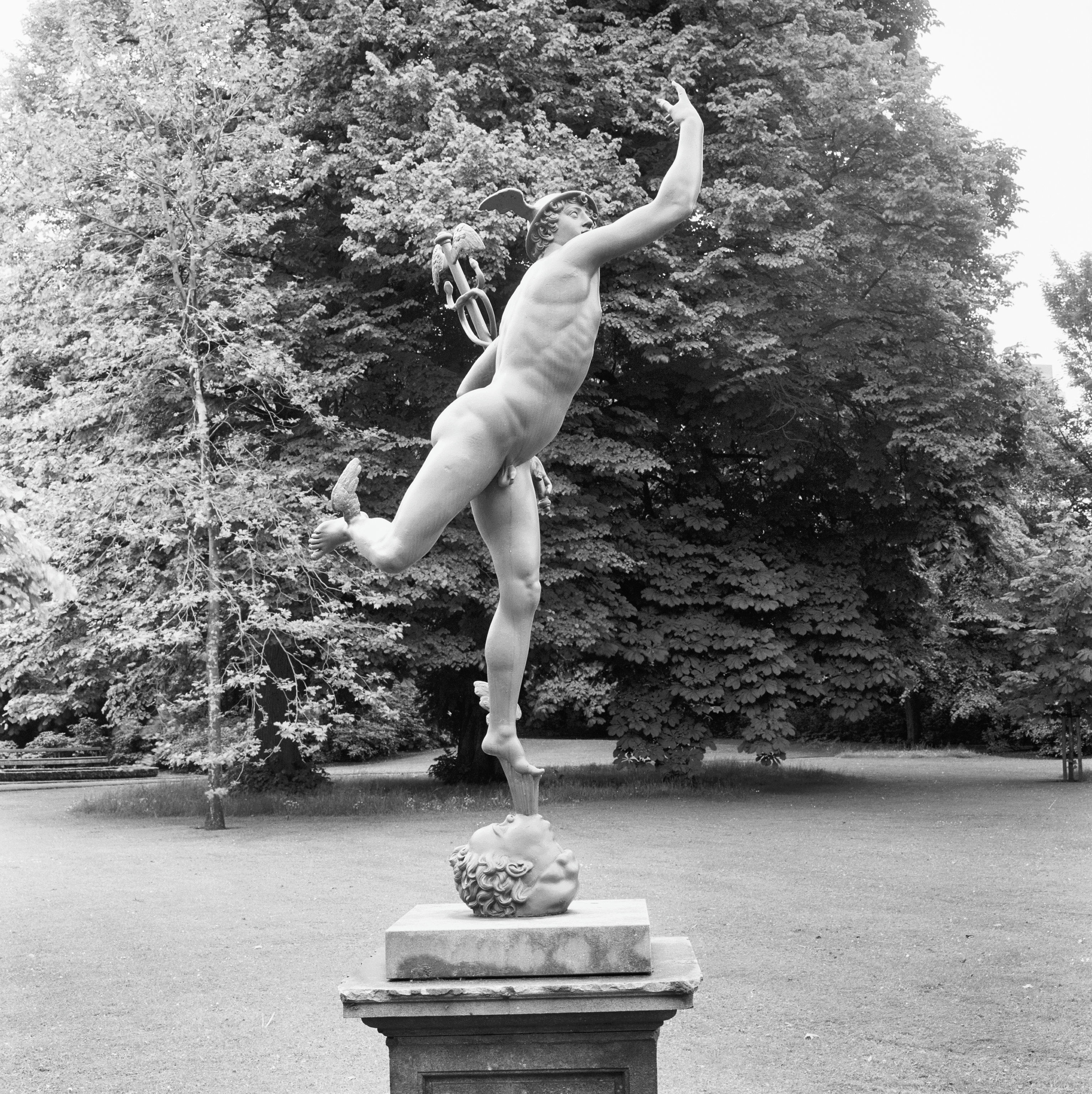
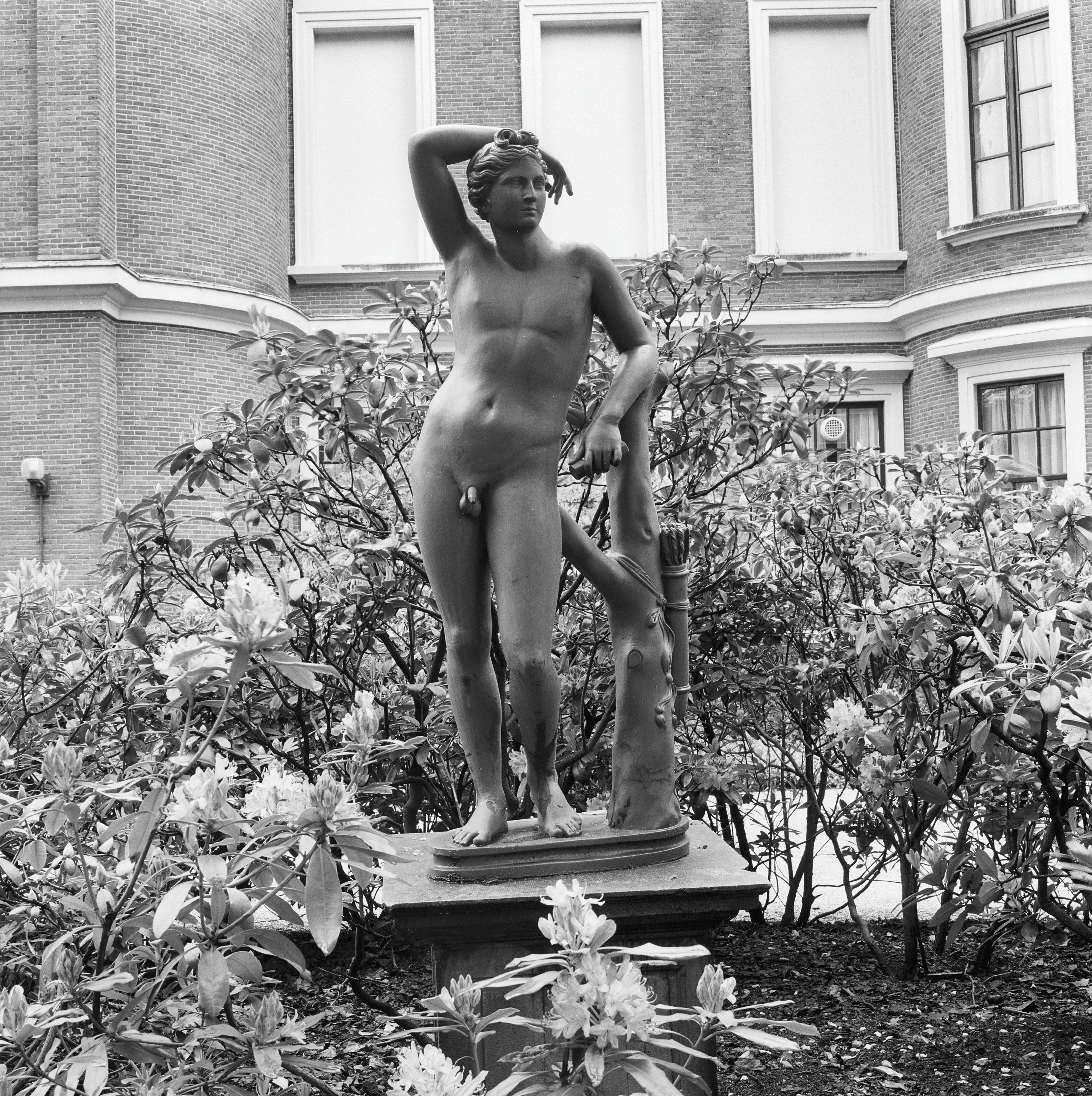
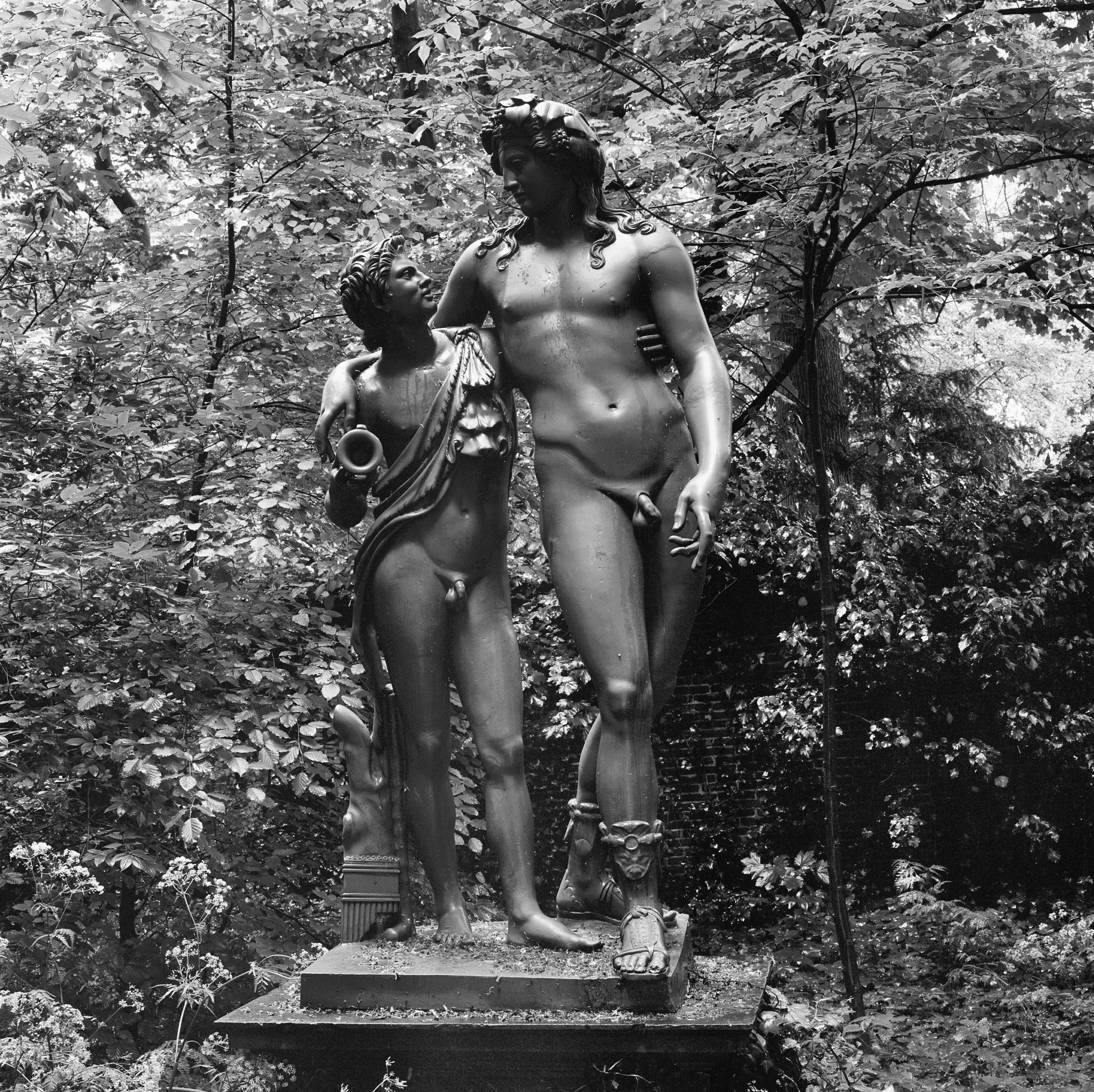
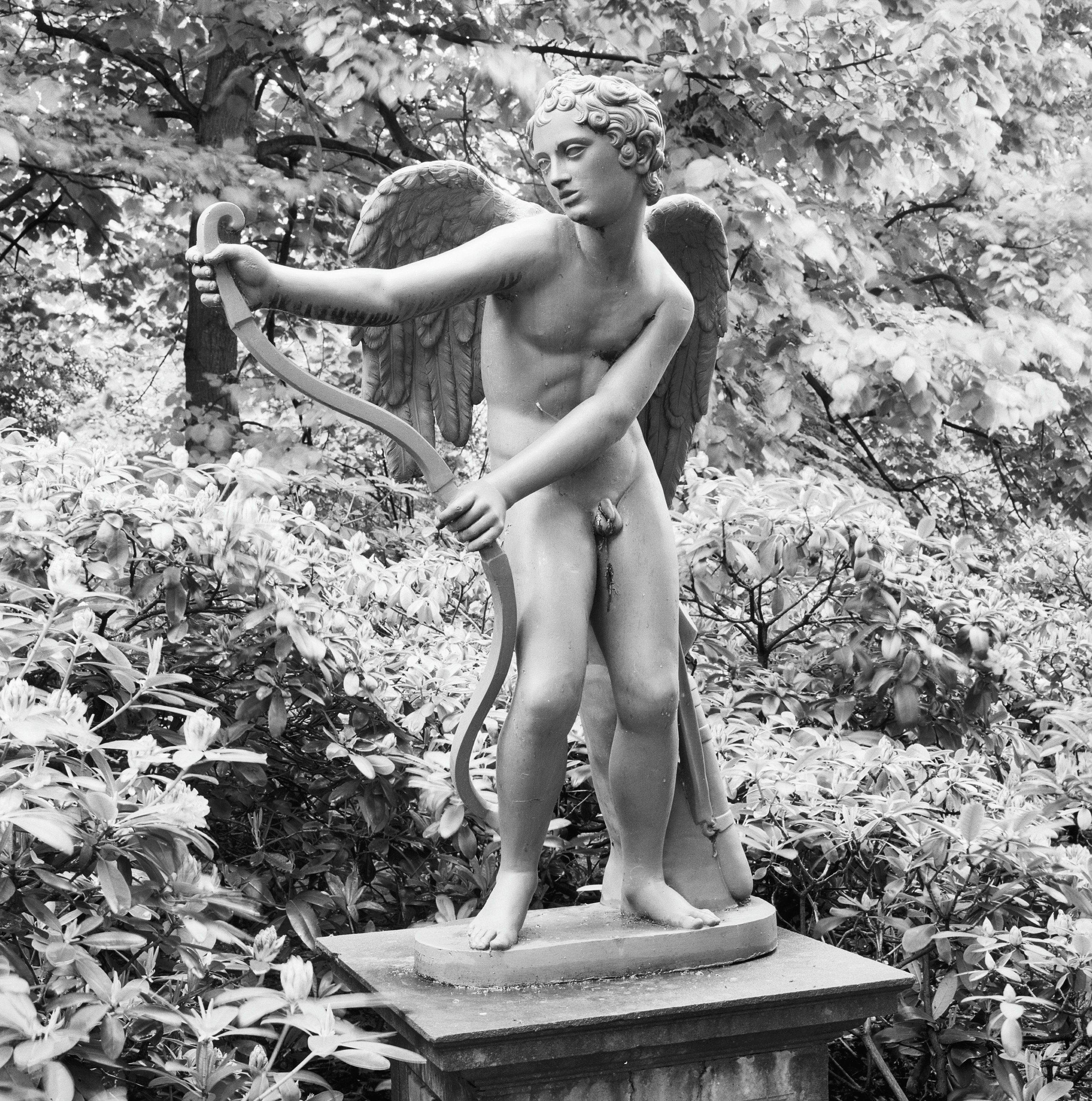
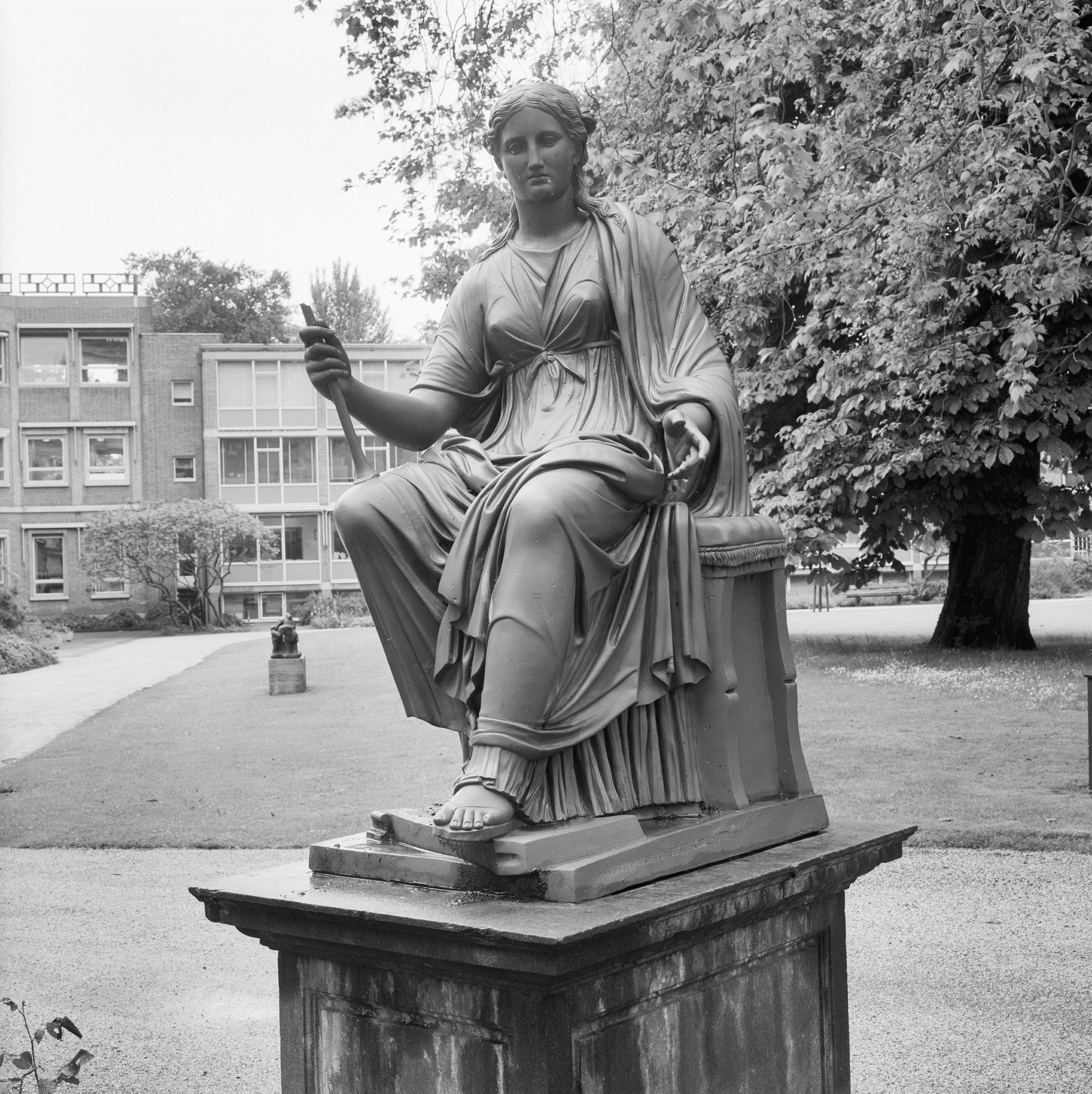
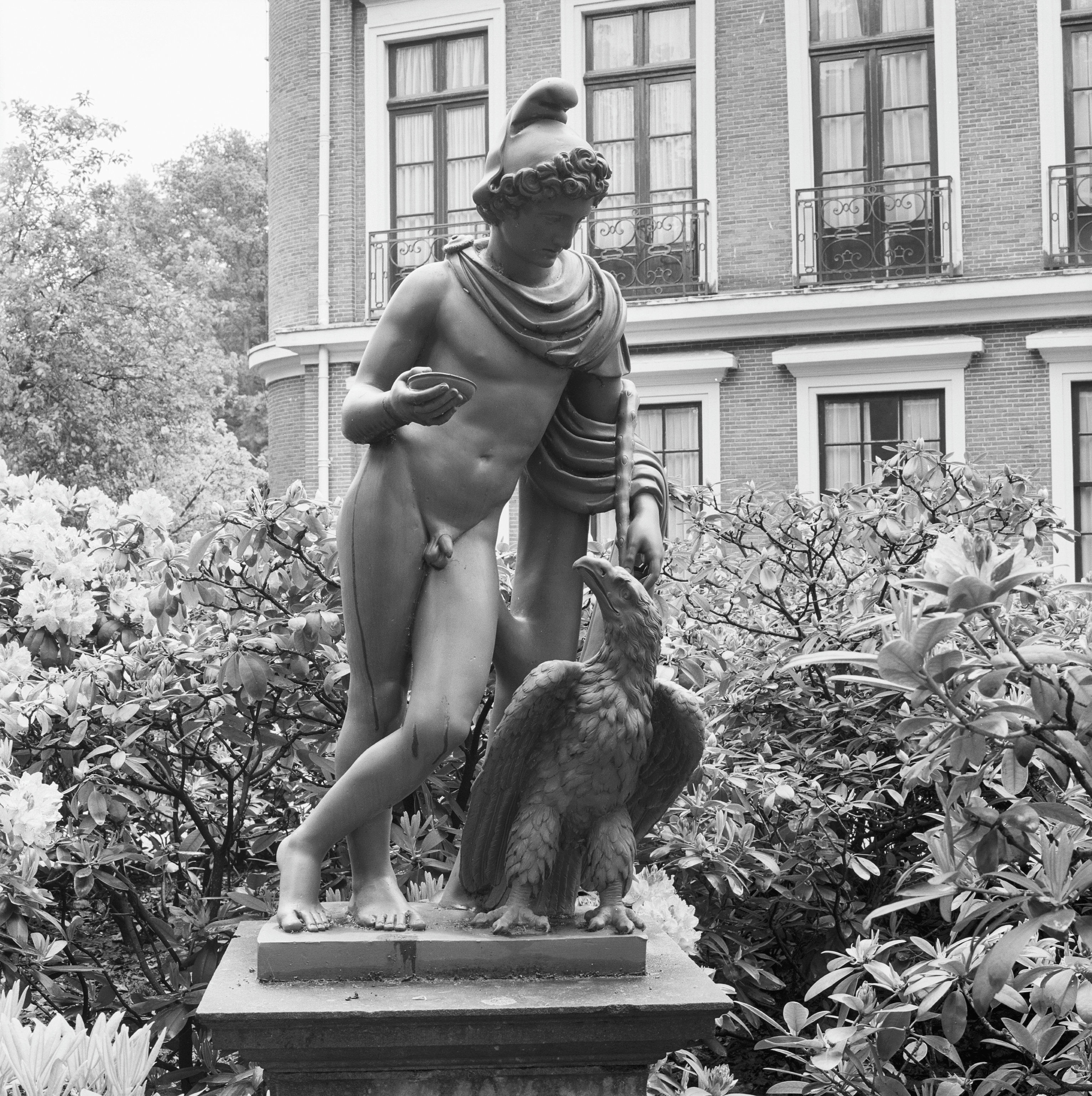

De opstelling in 2017.

### Verdwenen beelden

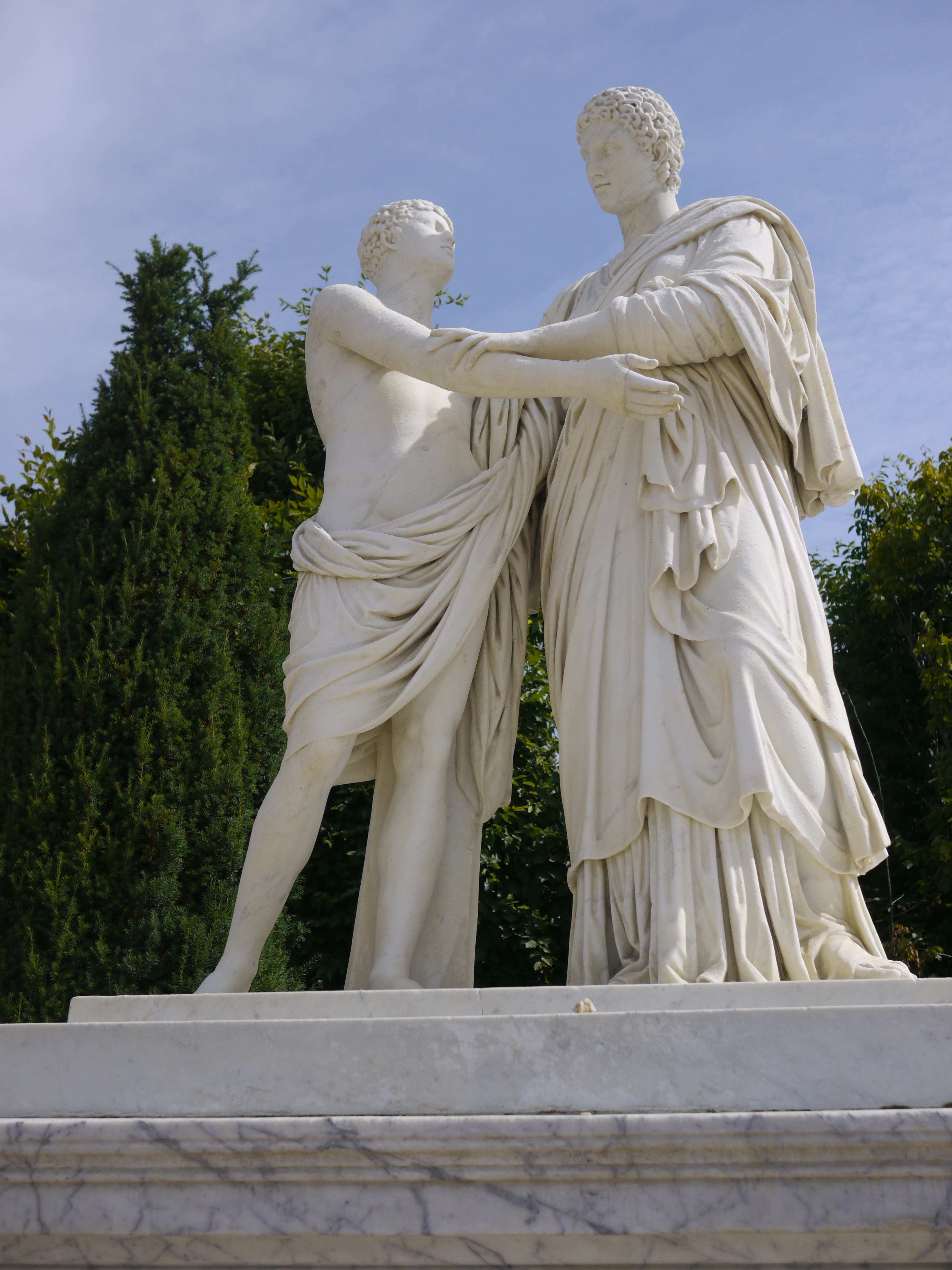
Beeld Papirius en zijn moeder, versie in Versailles
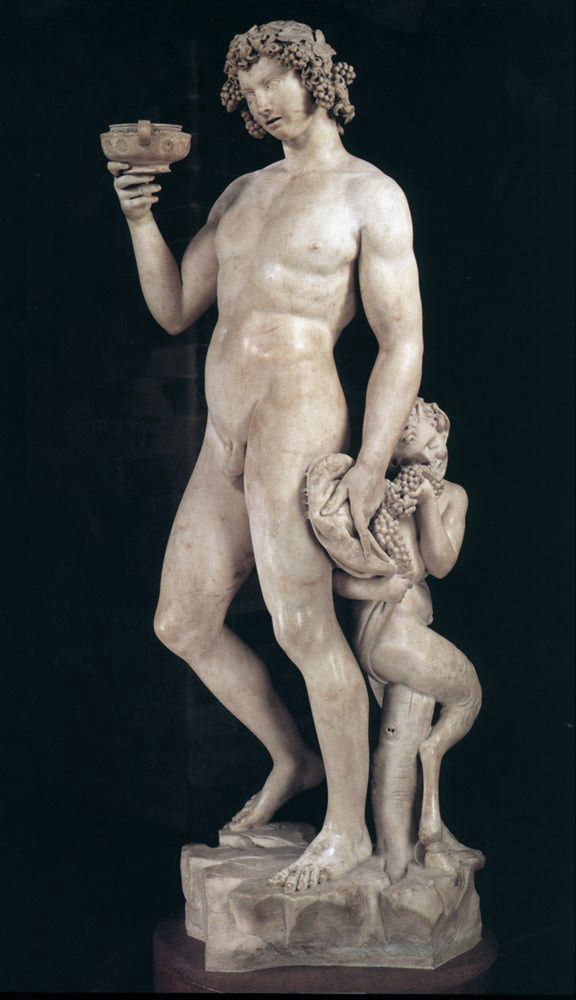
Beeld van Bacchus en faun uit Florence
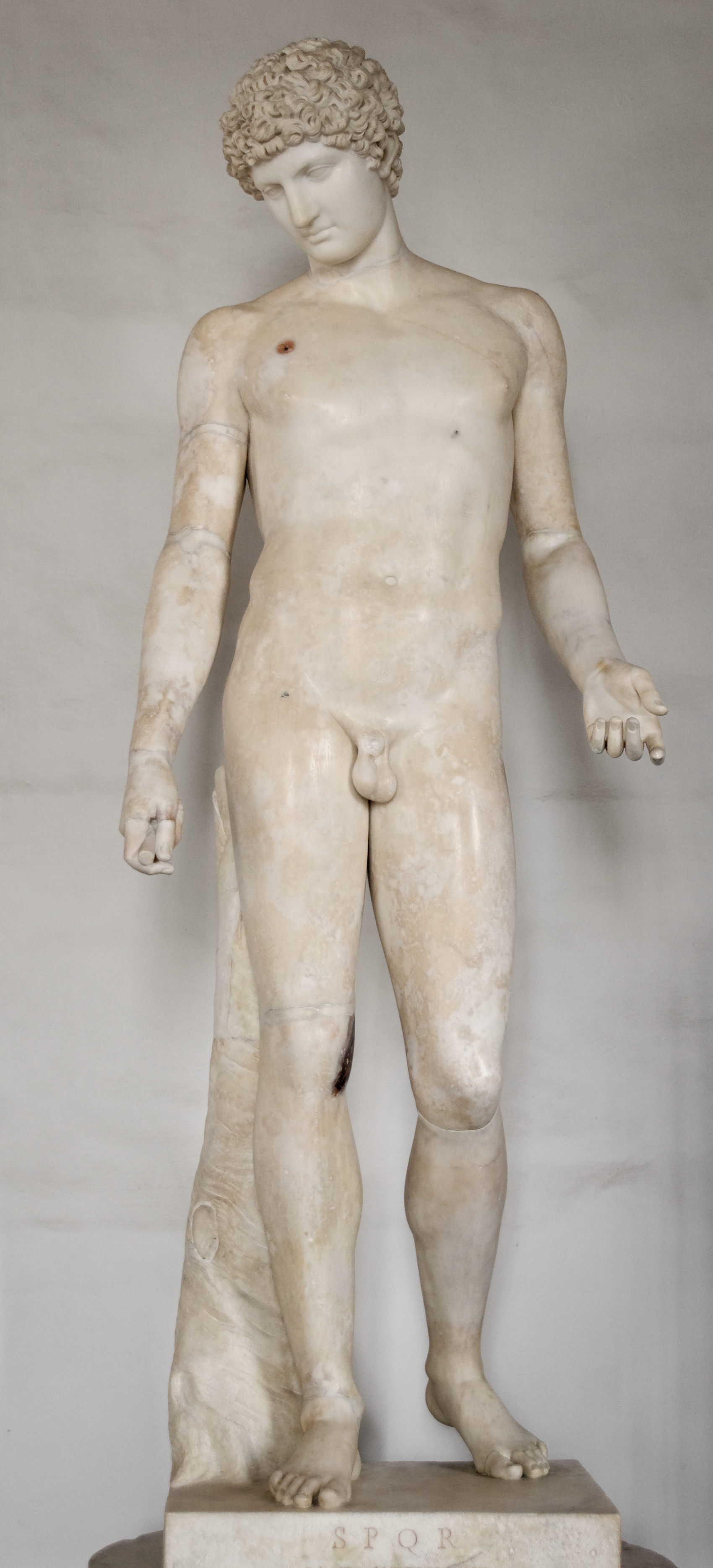
Beeld van Antinoüs uit het Capitool
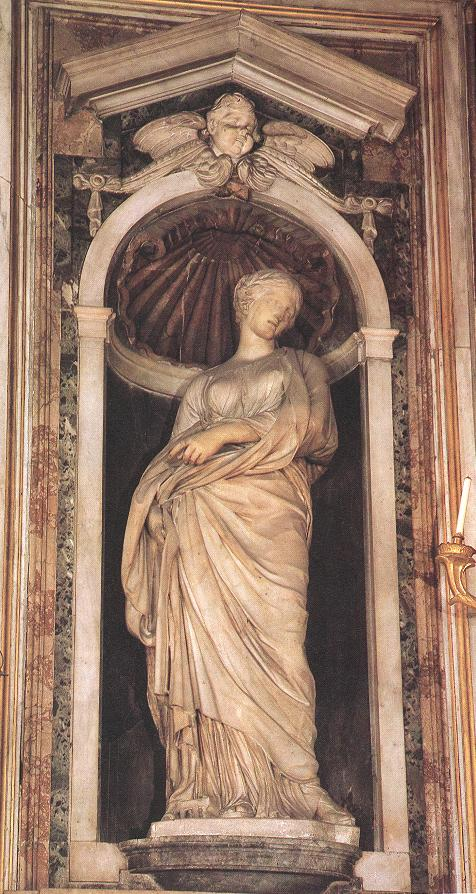
Heilige Suzanna van Frans Duquesnoy
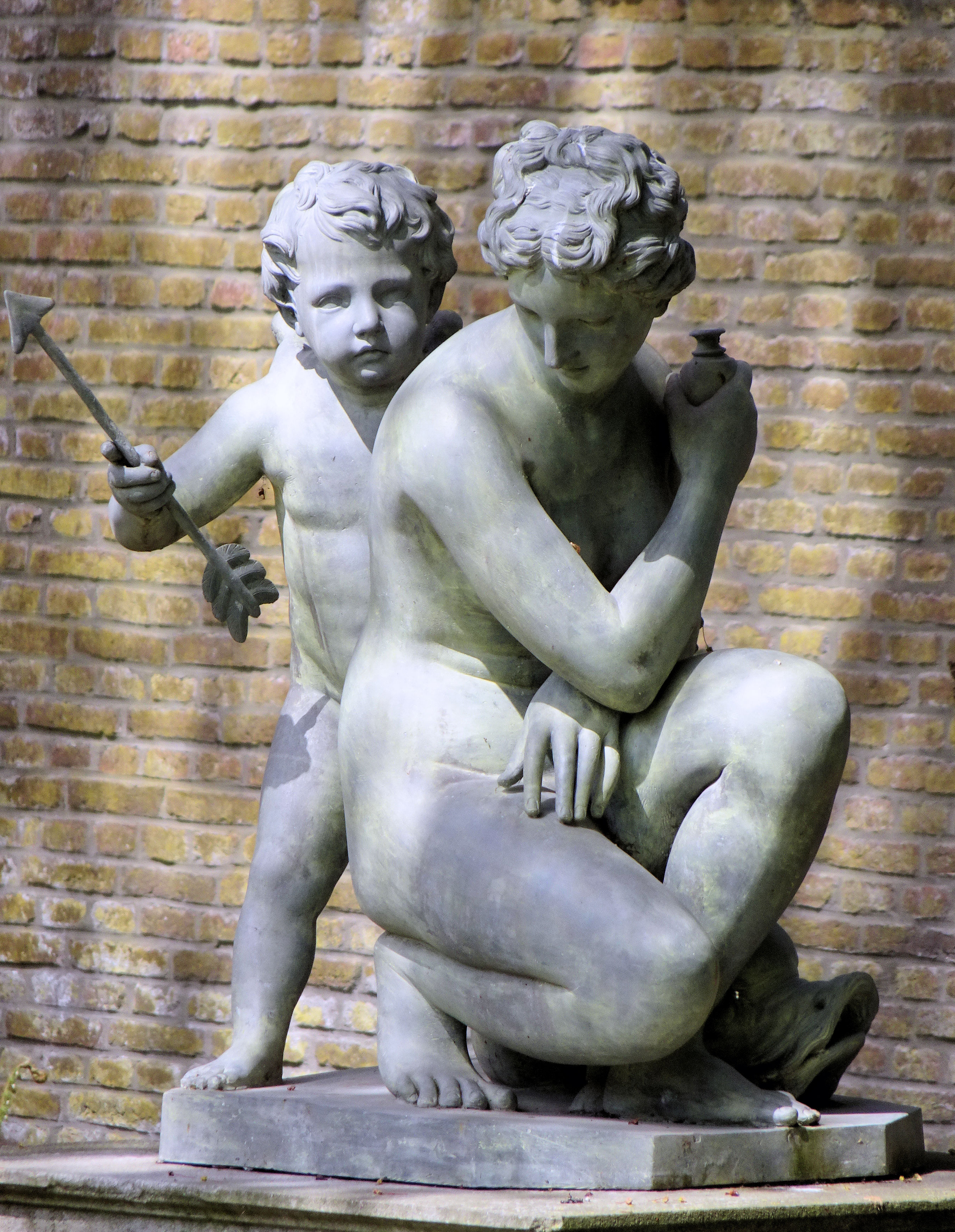
Venus en Amor, verplaatst naar Assen